# Jesse Leigh
Jesse Leigh es un actor chino estadounidense, se le conoce por interpretar a Bobbie Yang en la comedia de situación de Peacock, Rutherford Falls.

## Biografía
Leigh creció en Los Ángeles, California.

## Carrera profesional
En 2018 tuvo un papel en la serie Heathers de Paramount Network. También ha aparecido en los programas Foursome, Superstore y Henry Danger. En agosto de 2020 se anunció que Leigh se uniría al elenco principal de la sitcom Rutherford Falls, protagonizada por Ed Helms. Cuando Leigh audicionó para Rutherford Falls, el personaje de Bobbie estaba destinado a ser masculino, pero como Leigh es una persona no binaria, el personaje fue reescrito como no binario.
En una revisión inicial de Rutherford Falls para el sitio web Decider, el crítico Joel Keller llamó a Leigh la "estrella durmiente" del programa y escribió: "Cada vez que Jesse Leigh abre la boca como Bobbie, sale algo divertido. Esperamos ver más de Leigh durante la primera temporada".

## Filmografía
| Año  | Título               | Papel                         | Notas        |
| ---- | -------------------- | ----------------------------- | ------------ |
| 2016 | Murder Among Friends | Corredor                      |              |
| 2016 | Let Me In            | Refugiado americano           |              |
| 2016 | Honeymoon Suite      | Dennis                        | Cortometraje |
| 2016 | Cast Me              | Actor del título de secuencia | 6 episodios  |
| 2016 | Henry Danger         | Dodger Dawg                   | 1 episodio   |
| 2017 | Bicultural           | Jethro                        | Cortometraje |
| 2017 | Advocates            | Oscar                         |              |
| 2018 | Foursome             | Rubin                         | 10 episodios |
| 2018 | Heathers             | Peter Dawson                  | 10 episodios |
| 2019 | Kingpin Katie        | Adolescente #1                |              |
| 2019 | Superstore           | Mason                         | 1 episodio   |
| 2021 | Rutherford Falls     | Bobbie Yang                   | 10 episodios |